# Castelino van de Helle
Castelino van de Helle (né le 21 février 2003) est un étalon de robe grise, du stud-book Holsteiner, monté successivement en saut d'obstacles par les cavaliers Niels Bruynseels, Gerco Schröder et Dirk Demeersman. C'est un fils de Cassini I.

## Histoire

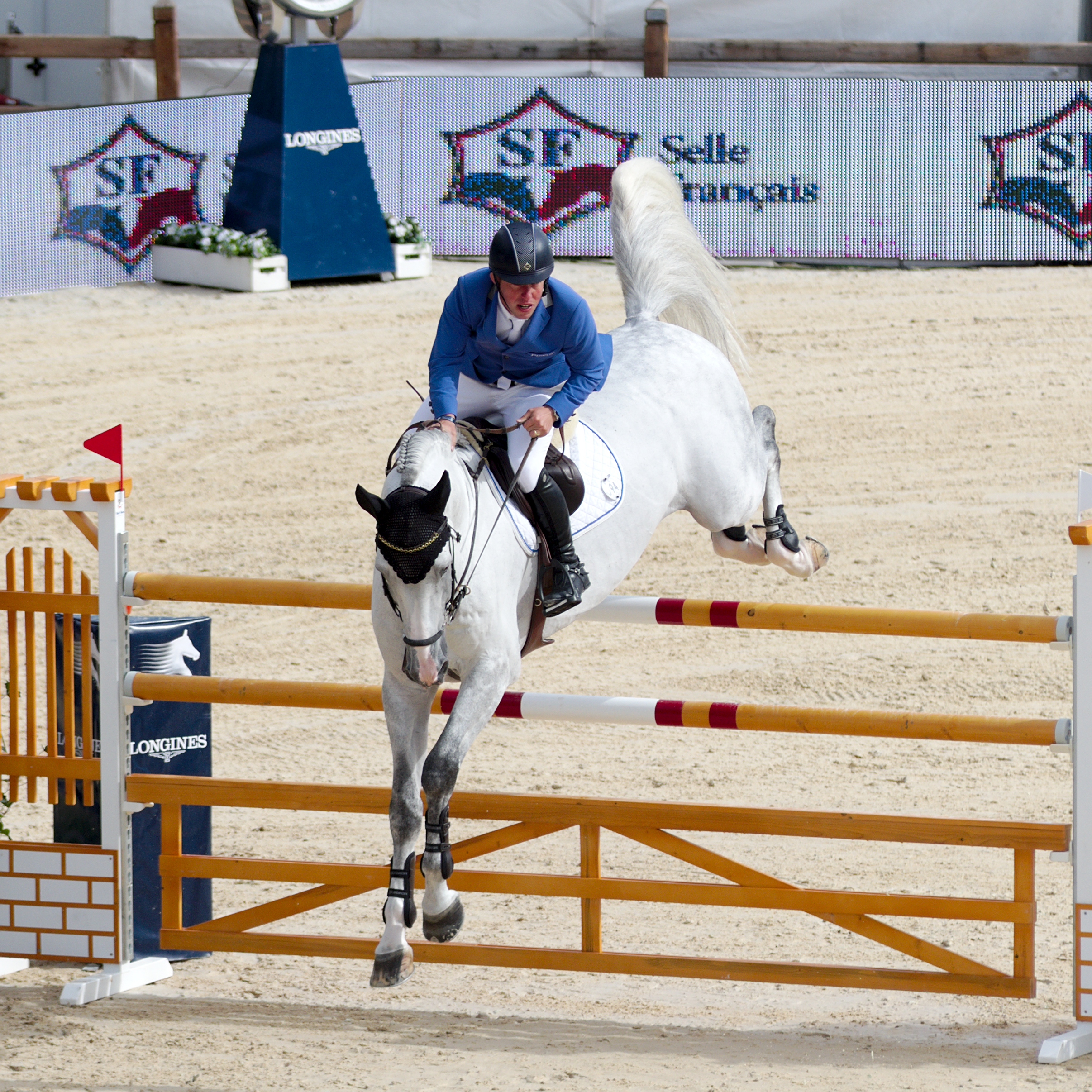
Castelino van de Helle monté par Gerco Schröder au Longines Global Champions Tour de Lausanne en 2013.

Il naît le 21 février 2003 à l'élevage de Boie Behrens, à Helse en Allemagne,. Il termine le cycle classique des chevaux de 4 ans avec 8 tours sans fautes. L'année suivante, il débute en épreuves nationales. Propriété de Paul Mais, il est confié à l'âge de 6 ans à Niels Bruynseels, qui l'amène au niveau des Grands Prix. Il remporte le test pour les étalons de saut d'obstacles âgés de 7 ans à Malines. Il est séparé de Bruynseels en mai 2013, rejoignant le haras (stoeterij) belge Van de Helle,, pour être monté par Gerco Schröder. En mai 2014, c'est le Belge Dirk Demeersman qui le récupère. En juin 2015, il est de nouveau vendu, cette fois aux États-Unis. 

## Description
Castelino van de Helle est un étalon de robe grise, inscrit au stud-book du Holsteiner. Sa technique de saut est considérée comme très bonne, avec un excellent coup de jarret. Il peut cependant manquer de vitesse lors des sauts.

## Palmarès
- 2011: 5e du Grand Prix du CSI3* d'Eindhoven[4]
- Avril 2012 : vainqueur du CSI3* de Lumen à 1,45 m[1]
- Mai 2012 : 3e du CSI05* de St-Gall, à 1,50 m[1]

- Décembre 2012 : 3e du CSI3* de Poznań, à 1,40 m-1,60 m[1].

## Pedigree
Castelino van de Helle est un fils de l'étalon Cassini I et de la jument High Lady, par Landgraf I. Il provient de la même souche que le célèbre Cumano.

## Descendance
Il a été mis à la reproduction en France entre 2012 et 2014.